# Opaon eckhardtae
Opaon eckhardtae är en insektsart som beskrevs av Günther, K. 1940. Opaon eckhardtae ingår i släktet Opaon och familjen gräshoppor. Inga underarter finns listade i Catalogue of Life.